# Вюрбакен
Вюрбакен (нід. Vuurbaken) — селище в нідерландській провінції Південна Голландія. Входить до муніципалітету Гуксе-Вард. Наразі у селищі нараховується близько 30 будинків.